# Du vent dans les voiles
Pour plus de détails, voir Fiche technique et Distribution.
Du vent dans les voiles (The Boatniks) est un film américain réalisé par Norman Tokar, sorti en 1970.

## Synopsis
Le film se déroule sur la côte de Californie du Sud et met notamment en scène un lieutenant de l'United States Coast Guard.

## Fiche technique
- Titre français : Du vent dans les voiles
- Titre original : The Boatniks
- Réalisation : Norman Tokar
- Scénario : Arthur Julian
- Musique : Robert F. Brunner
  - Orchestration : Franklyn Marks
- Photographie : William E. Snyder
- Décors : Frank R. McKelvy
- Montage : Cotton Warburton
- Costumes : Emily Sundby
- Production : Ron Miller
- Société de production : Walt Disney Productions
- Société de distribution : Buena Vista Distribution Company
- Pays de production :  États-Unis
- Langue : Anglais
- Format : Couleur - Mono - 35 mm - 1.66:1
- Genre : Comédie
- Durée : 100 min
- Date de sortie : 1er juillet 1970

Sauf mention contraire, les informations proviennent des sources suivantes : Leonard Maltin, Mark Arnold, IMDb

## Distribution
- Robert Morse : Enseigne Tom Garland
- Stefanie Powers : Kate Fairchild
- Phil Silvers : Harry Simmons
- Norman Fell : Max
- Mickey Shaughnessy : Charlie
- Don Ameche : le commander Taylor
- Joey Forman : le lieutenant Jordan
- Bob Hastings : Walsh
- Wally Cox : Jason Bennett
- Midori : Chiyoko Kuni
- Judy Jordan : Tina
- Kelly Thordsen : le motard de la police
- Gil Lamb : M. Mitchell

Sauf mention contraire, les informations proviennent des sources concordantes suivantes : Leonard Maltin, Mark Arnold et IMDb.

## Sorties cinéma
Sauf mention contraire, les informations suivantes sont issues de l'Internet Movie Database.
- États-Unis : 1er juillet 1970
- France : 30 octobre 1970

## Origine et production
Du vent dans les voiles est une tentative de Walt Disney Productions de produire des films plus adulte et sophistiqué que ses habituelles comédies en ajoutant un peu de sexe et des thèmes plus matures. Le film reprend les acteurs Phil Silvers, Joe E. Ross et Al Lewis vedettes des séries The Phil Silvers Show et Car 54, Where Are You?. Le thème musical The Boatniks a été composé par Bruce Belland et Robert F. Brunner.

## Sortie et accueil
La sortie du film a été précédée d'une adaptation en bande dessinée dans le magazine Walt Disney Showcase publié en octobre 1970. Le film sort aux États-Unis le 1er juillet 1970 avec une première mondiale au Ziegfeld Theatre,. L'exploitation du film à l'international a permis d'atteindre les 18,6 millions d'USD de recettes.
Le film a été diffusé dans l'émission The Wonderful World of Disney le 12 novembre 1978 sur NBC. Il est ressorti au cinéma en 1972 et 1977 et à nouveau à la télévision en 1991.
Le film a été édité en vidéo en 1984. Le DVD du film comporte des scènes coupées ce qui est assez rare dans les anciennes productions de Disney.

## Analyse
Pour Mark Arnold, cette tentative du studio de faire un film plus adulte n'est pas une réussite car il ne possède aucun niveau comique.